# San Dionisio del Mar
San Dionisio del Mar är en ort i Mexiko.   Den ligger i kommunen San Dionisio del Mar och delstaten Oaxaca, i den sydöstra delen av landet, 600 km sydost om huvudstaden Mexico City. San Dionisio del Mar ligger 19 meter över havet och antalet invånare är 3 281.
Terrängen runt San Dionisio del Mar är huvudsakligen platt, men norrut är den kuperad. Havet är nära San Dionisio del Mar åt sydost. Runt San Dionisio del Mar är det ganska glesbefolkat, med 21 invånare per kvadratkilometer. Närmaste större samhälle är Unión Hidalgo, 18,2 km norr om San Dionisio del Mar.